# Flavia Caviezel

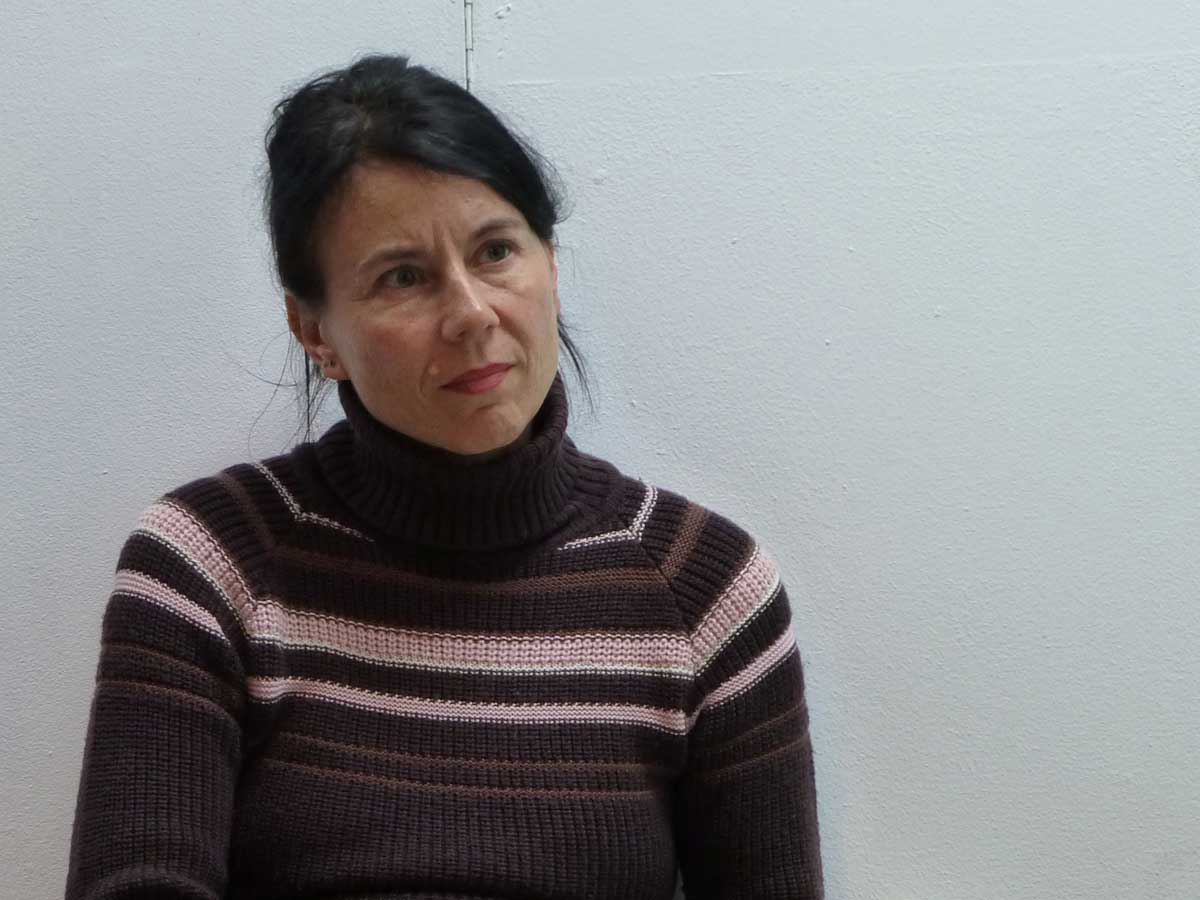
Flavia Caviezel (2010)

Flavia Caviezel (* 1964 in Chur) ist eine Schweizer Ethnologin, Videastin und Senior Researcher sowie Dozentin an der Hochschule für Gestaltung und Kunst FHNW Basel. Sie bewegt sich im Bereich der künstlerischen Forschung. Caviezel lebt in Zürich und arbeitet in Zürich und Basel.

## Ausbildung
Flavia Caviezel studierte visuelle Ethnologie, Filmwissenschaft und Staatsrecht an den Universität Bern und der Universität Zürich. Sie schloss 1995 ab mit dem Projekt Like owning a leaking boat – Repräsentation und Macht im Dokumentar- und ethnographischen Film mit Einbezug der Videoarbeit 'dreimalalpen'. Sie belegte zudem Videokurse an der Schule für Gestaltung Bern.

## Wissenschaftlich-künstlerische Praxis
Caviezel arbeitete nach ihrem Studium von 2004 bis 2006 an der Zürcher Hochschule der Künste. Seit 2007 ist Caviezel Senior Researcher und Dozentin am Institut für Experimentelle Design- und Medienkulturen (IXDM) der Fachhochschule Nordwestschweiz FHNW. Transdisziplinäre Kollaborationen an der Schnittstelle von künstlerischen und wissenschaftlichen Praktiken sind charakteristisch für ihre Arbeit. Ihre kollaborativen, vom Schweizerischen Nationalfonds unterstützten Projekte werden in Installationen, Symposien und Werkstattgesprächen präsentiert. Caviezel nahm an zahlreichen Konferenzen teil.

## Projekte
- 1986–1996: Flieger erobern die Welt (Bassistin in der Rockband)[3]
- 2004–2006: Check it – Grenzgänge im Flughafen Zürich (SNF/DoRe) am Institut für Theorie (ITH) der Hochschule der Künste Zürich, gemeinsam mit Susanna Kumschick[4]
- 2010–2013: RhyCycling am Institut für Experimentelle Design- und Medienkulturen (IXDM) der Hochschule für Gestaltung und Kunst FHNW[5]
- 2010–2011: Blackbox[6], Veranstaltungsreihe im Corner College Zürich, Projekt mit Publikation
- 2015–2018: Times of Waste am Institut für Experimentelle Design- und Medienkulturen (IXDM) der Hochschule für Gestaltung und Kunst FHNW, gemeinsam mit Mirjam Bürgin, Anselm Caminada, Adrian Demleitner, Sonia Malpesos, Marion Mertens und Yvonne Volkart[7]. Im Zuge des Projekts entstand eine Smartphone Objektbiographie[8]

## Ausstellungen
- 1996: Alpines Museum Bern Schweiz
- 2003: Canberra Museum and Gallery, Canberra (AUS)
- 2006: Check on Arrival – Grenzland Flughafen, Landesmuseum Zürich[4][9]
- 2008: top of experience oder die Kunst der Erlebniswelt – Mount of India, Kunstpanorama/Kunsthalle Luzern[10]
- 2008: Solothurner Filmtage, Freitagsgalerie
- 2008: Kunstraum Sandra Romer Chur
- 2012: RhyCycling – Grenzraum im Fluss, Interaktive Installation, Uferstrasse 90, Klybeckquai, Basel
- 2016–2018: wastescapes – Audio walks in der trinationalen Grenzregion Basel, Hafenareal und Solarfähre[11]
- 2017: Times of Waste – Was übrig bleibt, Museum der Kulturen Basel[12]
- 2018–2019: Times of Waste – Was übrig bleibt, Gewerbemuseum Winterthur[13][14]
- 2020: Times of Waste – Was übrig bleibt, Kunstgewerbemuseum Berlin[15]

## Publikationen
- Flavia Caviezel, Priska Gisler: All we need is (art) research? Hrsg.: SARN. Vögtli Druck, Basel 2015, ISBN 978-3-9524411-4-5 (englisch, sarn.ch [PDF]).
- Flavia Caviezel, Markus Schwander (Hrsg.): SARN Notebook: 87 questions on Artistic Research. 2015, ISBN 978-3-9524411-3-8.
- Modes of collaboration: in media-N Journal of the New Media Caucus, 2014.[16]
- Flavia Caviezel, Beate Florenz, Melanie Franke, Jörg Wiesel (Hrsg.): Forschungsskizzen. Scheidegger & Spiess, 2013, ISBN 978-3-85881-404-3.
- Flavia Caviezel, Sabine Hagmann (Hrsg.): Blackbox. 2012[17]
- Matthias Vogel, Flavia Caviezel, Ulrich Binder: Das Menschenbild im Bildarchiv. Limmatverlag, 2006, ISBN 3-85791-496-3.[18]

## Tonträger
- 1990: Flieger erobern die Welt: Schrille Pupillen, Single, OCLC 808026392
- 1994: Flieger erobern die Welt: Under Cover, CD-Album, Label: Tom Produkt, OCLC 808025187

## Videos
- 1991: Bäcki bleibt!, Verein der Freundinnen für Punst und Kolitik (VFPuK)[19]
- 1994: Dreimalalpen, OCLC 807981803, enthält die Kurzfilme: Hier ist schön, Historia dil Segnes, Oben bleibt niemand
- 1998: Sukkhapab – Gesundheit : Rotkreuzarbeit in Laos, OCLC 729385612
- 1999: Liminality, OCLC 808041703
- 2001: Sur cunfins: dunnas ad alp, produziert für TvR, OCLC 808101057. Erstausstrahlung: 27. Mai 2001[20]
- 2002: Jubiläum: 10 Jahre Studienbereich Film, OCLC 85287849

## Auszeichnungen/Atelierstipendien
- 1993: Grain d’or (price for innovation in alpine films) für das Video Hier ist schön, Festival international du Film Alpin des Diablerets[21]
- 1995: Unterstützung des Kantons Bern / Film und Video für die Produktion des Videos liminality
- 2002/03: Artist in Residence at the Australian National University, Canberra School of Art
- 2006: Artist in Residence and lecturer at Illinois State University/USA, College of Fine Arts/School of Art
- 2010: Unterstützung des Projekts RhyCycling[22] durch den Schweizerischen Nationalfonds
- 2010: Gewinn des Projekt- und Ideenwettbewerbs Pfingstweid. Quartierpark mit Schulanlage Zürich-West[23][24]
- 2015: Unterstützung des Projekts Times of Waste[25] durch den Schweizerischen Nationalfonds